# Bullarium romanum
El Bullarium Romanum es una colección de documentación pontificia de 32 volúmenes editada por Girolamo Mainardi. Contiene diplomas pontificios desde 1733 hasta 1762. 
La idea del editor fue publicar una continuación del bulario en seis volúmenes de Cherubini que llegaba hasta el pontificado de Clemente X y que se creía sería reimpreso, de ahí que el primer volumen de Mainardi fuera llamado el «Séptimo» aunque retomara todas las bulas de Clemente X. A este primer esfuerzo siguieron otros siete volúmenes impresos entre 1734 y 1744. Las labores de reimpresión del Cherubini fueron encomendadas a Charles Cocquelines quien reelaboró los bularios pero aumentando así considerablemente la extensión y con ello la numeración de los volúmenes. Entonces, para mantener que el primer volumen de Mainardi fuese el séptimo, la obra de Cocquelines fue dividida en tomos intentando mantener todo ese material en seis volúmenes.